# Sparta, Georgia
Sparta är administrativ huvudort i Hancock County i Georgia. Enligt 2020 års folkräkning hade Sparta 1 357 invånare.